# Iwao Yamane
Iwao Yamane (山根 巌?, Yamane Iwao; Prefettura di Hiroshima, 31 luglio 1976) è un ex calciatore giapponese, di ruolo centrocampista.